# Janna (album)
Janna è il terzo album in studio della cantante finlandese Janna Hurmerinta, pubblicato il 6 giugno 2014 su etichetta discografica Universal Music Finland.

## Tracce
1. Uusinta – 3:49 (Janna Hurmerinta, Henri Lanz, Anna Maria Rahikainen)
2. Kaikki hyvin – 3:51 (Janna Hurmerinta, Aku Rannila, Saara Törmä)
3. Rodeo – 3:53 (Janna Hurmerinta, Jurek Reunamäki, Thomas Kirjonen)
4. Sä et ole hullu – 3:37 (Janna Hurmerinta, Aku Rannila, Saara Törmä)
5. Tytöt lähtee tanssimaan – 3:28 (Janna Hurmerinta, Jurek Reunamäki, Saara Törmä)
6. Läpinäkyvä – 4:19 (Janna Hurmerinta, Henri Lanz, Saara Törmä)
7. Raja (feat. Mikael Gabriel) – 3:34 (Janna Hurmerinta, Henri Lanz, Saara Törmä, Marja Kokko, Mikael Sohlman)
8. Turvaköydet – 4:10 (Janna Hurmerinta, Iisa Pykäri)
9. Hankala elämä – 3:36 (Aku Rannila, Jurek Reunamäki, Saara Törmä)
10. Yksinoikeus – 4:09 (Janna Hurmerinta, Jurek Reunamäki, Saara Törmä)
11. Sydämen kantaja – 3:37 (Janna Hurmerinta, Jurek Reunamäki, Saara Törmä)

## Classifiche
| Classifica (2014) | Posizione massima |
| ----------------- | ----------------- |
| Finlandia         | 1                 |